# Jože Osana
Jože Osana, slovenski pianist, pedagog in skladatelj, * 26. avgust 1919, Ljubljana, † 1996

## Življenje in delo
Osana je leta 1943 diplomiral iz primerjalne književnosti na ljubljanski Filozofski fakulteti. Prvi klavirski pouk je dobil pri J. Gostiču. Študij je nadaljeval na Glasbeni matici in na Akademiji za glasbo v Ljubljani ter se izpopolnjeval v Italiji (Siena, Rim). Leta 1948 se je preselil v Argentino, kjer je v Buenos Airesu deloval kot koncertni pianist in poučeval klavir v lastni glasbeni šoli. Odmevne so bile njegove klavirske spremljave recitalov altiske in koncertne pevke F. Golob. Leta 1971 je postal organist v slovenski župniji Brezmadežne v Torontu in zborovodja tamkašnjega mladinskega pevskega zbora ter učil petje v slovenski šoli.
Napisal je nekaj glasbenih del, npr. Slovenija v svetu (na besedilo M. Kremžarja) (COBISS) ter priredil številne cerkvene in svetne pesmi. Objavil je muzikološko razpravo Musica perennis (COBISS) ter redigiral več klavirskih skladb.